# Bt Bulu Lama
Bt Bulu Lama is een bestuurslaag in het regentschap Padang Lawas van de provincie Noord-Sumatra, Indonesië. Bt Bulu Lama telt 635 inwoners (volkstelling 2010).